# Cirrus spissatus
Il cirrus spissatus, (abbreviazione Ci spi), è una delle specie in cui possono presentarsi le nubi del tipo cirro, che si formano ad altitudini piuttosto elevate.
Le nubi di Cirrus spissatus sono tra le più alte e possono talvolta spingersi anche fino alla bassa stratosfera. Sono caratterizzate da un aspetto filamentoso o simili a ciocche di cristalli di ghiaccio; sono generalmente bianche, ma possono apparire grigiastre quando sono dense e viste controluce. Non sono associate a precipitazioni al suolo, mentre possono essere associate a fenomeni ottici.
I cirri spissatus sono i densi cirri che nascondono parzialmente o totalmente il sole (o la luna) e che appaiono di colore grigio  scuro quando vengono visti in controluce. Anche se possono formarsi in varie circostanze, sono particolarmente comuni nei pennacchi o nell'incudine dei cumulonembi. La loro comparsa indica una probabilità di pioggia entro 12-15 ore se sono associati a venti da NE a S; in tempi più brevi se associati a venti da SE a S. In presenza di altri venti danno luogo a estesa copertura del cielo.